# Heinz Oelzner

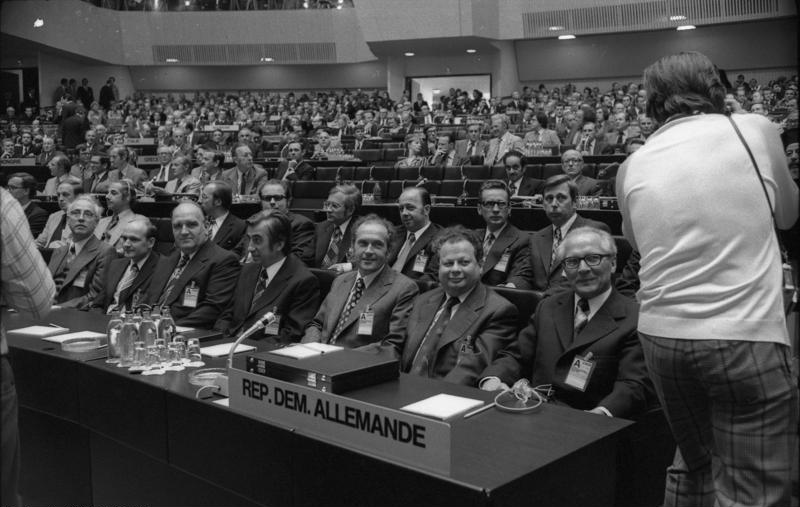
Oelzner (1 Reihe, 5. v.r.) in der Delegation der DDR bei der Konferenz von Helsinki.

Heinz Oelzner (* 4. Juli 1921; † 24. August 1991) war ein deutscher Diplomat. Er war Botschafter der DDR in Finnland und Dänemark.

## Leben
Der Sohn einer Arbeiterfamilie erlernte nach dem Besuch der Volksschule den Beruf eines Bergmanns. Nach 1945 war er Grubensteiger und Betriebsleiter. 1947 wurde er Mitglied der SED. Er besuchte eine Fachschule, qualifizierte sich zum Bergingenieur und war bis 1955 Leiter der Hauptverwaltung Steinkohle im Ministerium für Schwerindustrie. Von 1955 bis 1958 studierte er in Moskau mit Abschluss als Diplom-Gesellschaftswissenschaftler. Von 1958 bis 1962 war Oelzner Erster Vorsitzender des Bezirkswirtschaftsrates und Stellvertretender Vorsitzender des Rates des Bezirkes Erfurt. 
1963 wurde er in den diplomatischen Dienst der DDR übernommen. Er war Mitarbeiter im Ministerium für Auswärtige Angelegenheiten der DDR (MfAA) und dann bis 1966 als Botschaftsrat Leiter der wirtschaftspolitischen Abteilung an der DDR-Botschaft in Prag (Beschluss der 131. Sitzung des Präsidiums des MR vom 14. Juni 1963). Zwischen 1967 und 1973 leitete er die Handelsvertretung der DDR in Finnland. 1968 wurden in der Handelsvertretung der DDR Pläne erstellt um eine bessere Einflussnahme auf führende finnische Sozialdemokraten zu gewährleisten; für den Kontakt zu den beiden wichtigsten finnischen Sozialdemokraten Rafael Paasio und Mauno Koivisto wurde Heinz Oelzner zugeteilt. Nach Aufnahme diplomatischer Beziehungen zwischen Finnland und der DDR war Oelzner von 1973 bis 1976 dann Botschafter in Helsinki. Während dieser Zeit übernahm Oelzner bei den multilateralen Konsultationen für die Konferenz über Sicherheit und Zusammenarbeit in Europa (KSZE) in Helsinki 1972 formell die Delegationsleitung für die DDR; die inhaltliche Arbeit wurde vom Leiter der HA Grundsatzfragen/Planung im Ministerium für Auswärtige Angelegenheiten MfAA, Professor Siegfried Bock, koordiniert. Anschließend war Oelzner kurzzeitig politischer Mitarbeiter im MfAA und dann von 1977 bis 1983 Botschafter der DDR in Kopenhagen.
Mit Protokoll Nr. 66/89 (Umlauf am 14. Juni 1989) des Sekretariats des ZK der SED wurde Heinz Oelzner die Weiterführung des Ranges Außerordentlicher und Bevollmächtigter Botschafter a. D. genehmigt.
1991 starb Oelzner an einem Krebsleiden.

## Auszeichnungen
- Verdienter Bergmann der DDR (1954)[2]
- Vaterländischer Verdienstorden in Bronze (1969) sowie in Silber (1977 und 1984)
- Orden Stern der Völkerfreundschaft in Silber (1981)[3]